# Sconfinamento della guerra civile siriana in Giordania
Lo sconfinamento della guerra civile siriana in Giordania consiste in una serie di episodi che hanno coinvolto le forze armate giordane contro miliziani ribelli siriani che, nel corso della guerra civile siriana, hanno tentato di infiltrarsi nel territorio giordano.
Il primo episodio di sconfinamento del conflitto siriano si verifica il 10 agosto 2012, quando le truppe giordane scambiano colpi di arma da fuoco con l'esercito siriano che sta sparando contro una colonna di rifugiati che sta uscendo dal paese. In questa circostanza non vi sono vittime da ambo le parti.
L'episodio più significativo che coinvolge le forze armate giordane si verifica il 22 ottobre 2012. Un gruppo di 16 ribelli siriani di ispirazione islamista (non si conosce l'esatta affiliazione) attacca una postazione di frontiera tra Siria e Giordania. Nello scontro a fuoco che segue rimane ucciso un soldato giordano e almeno 4 miliziani ribelli. Il tentativo di accesso al territorio giordano viene respinto.
Il 19 giugno 2013 si verifica un episodio di infiltrazione simile. Le guardie di confine respingono i miliaziani uccidendone uno e ferendone altri due. Non si conosce il numero di miliziani che tenta l'accesso al territorio giordano, né l'affiliazione.
Il 16 febbraio 2014, durante la notte, un gruppo di 10 uomini armati tenta di accedere al territorio giordano, ma vengono respinti dalle guardie di confine. Nello scontro a fuoco rimangono feriti 7 assalitori. Il giorno seguente un nuovo gruppo di 4 uomini armati viene intercettato dalle guardie di confine. Nello scontro muore un miliziano.
Un nuovo episodio di sconfinamento avviene il 16 aprile 2014, quando un convoglio di automezzi proveniente dal deserto siriano a sud di Damasco si avvicina al confine giordano. Tra i veicoli vi è almeno un pick-up con montata sul cassone una mitragliatrice. Il convoglio cerca di oltrepassare la frontiera ignorando gli avvertimenti delle guardie di confine. L'aviazione giordana esegue quindi un bombardamento che distrugge tutti i veicoli. Non si conosce il numero di morti e la loro affiliazione. L'esercito siriano nega ogni coinvolgimento, mentre un ufficiale dell'esercito giordano indica come probabile il tentativo di sconfinamento da parte di miliziani ribelli in difficoltà.